# Trey Azagthoth
Trey Azagthoth (né George Michel Emmanuel III, le 26 mars 1965 à Bellingham, Washington, États-Unis) est un musicien américain. Il est le guitariste et compositeur principal du groupe de death metal Morbid Angel qu'il a fondé en 1983.

## Biographie
Emmanuel grandit à Tampa, en Floride, dans une famille baptiste. Il commence à jouer de la guitare, à l'âge de 16 ans, quand il reçoit sa première guitare, une B.C. Rich Ironbird. Il achète plus tard des pédales d'effets, dont une pédale wah de la marque Morley. En 1982, Emmanuel forme son premier groupe, appelé Ice, avec un ami de lycée, Mike Browning, et joue principalement des reprises de groupes comme Black Sabbath ou Iron Maiden.

## Carrière

### Morbid Angel

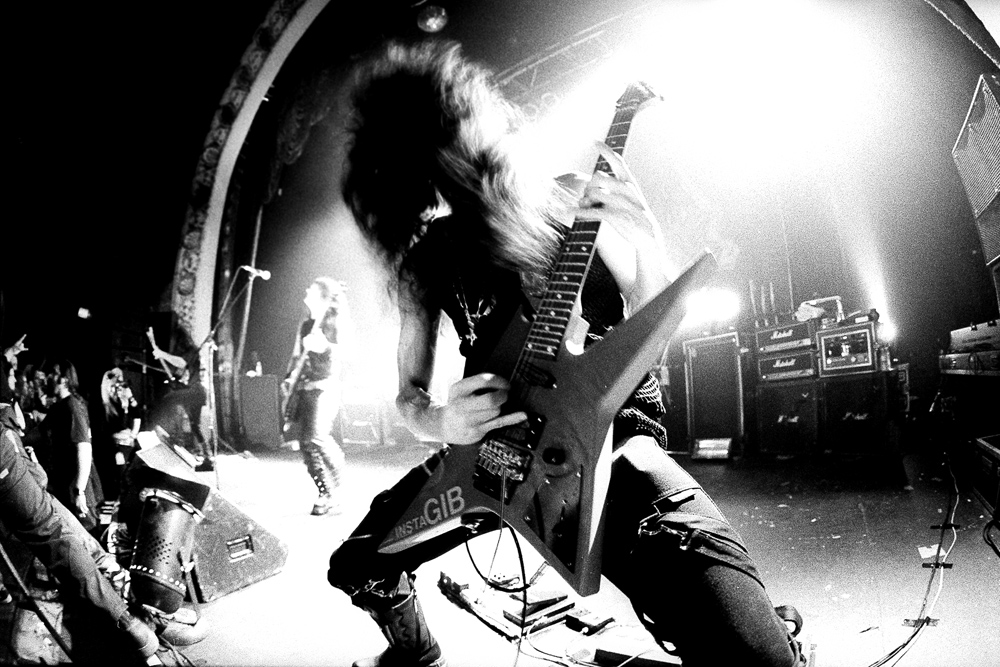
Morbid Angel en 2006

À la fin de ses études secondaires, en 1983, Emmanuel fonde son deuxième groupe, Heretic, et commence à composer ses premiers morceaux. Plus tard, le groupe se rebaptise Morbid Angel et Emmanuel adopte le pseudonyme Trey Azagthoth en référence au chiffre trois et la déité fictive Azathoth. Tout au long des années, Morbid Angel connaît plusieurs changements et évolutions mais Azagthoth reste le membre et compositeur principal de la formation. Pour l’écriture de la musique et des paroles, Azagthoth trouve son inspiration en grande partie dans les œuvres littéraires de H.P. Lovecraft ainsi que l’occultisme, les jeux vidéo et l'anime. 

### Chewing Inc.
Entre la fin des années 1990 et le début des années 2000, Azagthoth collabore avec Mike Davis du groupe Nocturnus à un projet de musique instrumentale. Il enregistre plusieurs pistes pour une maquette mais ce projet est toutefois rapidement abandonné par Azagthoth.

## Style de jeu
Quand il a commencé à jouer de la guitare, Azagthoth a d'abord appris à jouer les riffs de groupes tels que Black Sabbath ou Judas Priest, puis a ensuite développé son propre style. Parmi ses influences et sources d’inspiration, il cite Jimi Hendrix, Tony Iommi, Wolfgang Amadeus Mozart, Randy Rhoads, Michael Schenker et Eddie Van Halen. 

Son style de jeu en solo se caractérise par l'utilisation du vibrato, du tapping, des intervalles dissonantes et des tritons. Il utilise également des pédales d'effets tels que l'harmoniseur, le flanger, le phaser, le wah et le délai afin d'obtenir un son distinct. Dans une interview Azagthoth décrit sa technique comme suit:

« Ça a été une évolution, à commencer par l’identification des courants musicaux avec lesquels j'ai grandi et en tissant des liens avec ces courants purs. Je pense qu'à l'époque, j'ai utilisé ce que l'on appelle la technique de visualisation créative: en utilisant mon esprit et mon imagination j’accède au plus profond de moi-même, m'ouvre et me laisse émouvoir par les sensations qui sortent des haut-parleurs. Je ne pense alors pas en termes de notes et de clés, mais me laisse plutôt juste porter par les vagues. »

## Équipement
Azagthoth utilise plusieurs guitares à six et sept cordes de marques comme B.C. Rich, Dean, Ibanez et Jackson. Elles sont toutes équipées d'un chevalet flottant et de micros Dimarzio. Les guitares à six cordes sont généralement modèles de forme explorer, V ou X tandis que les guitares à sept cordes sont principalement des modèles de type superstrats d’Ibanez. Ses guitares sont accordées en D# et en A# standard. Sa collection de guitares, actuels et antérieurs, contient les modèles suivants:
- B.C. Rich Ironbird
- Charvel 375XL
- Charvel Explorer
- Charvel Star
- Dean V X-Core
- Dean Astro-X
- Hamer Flying V
- Gibson Flying V
- Ibanez RG7
- Ibanez UV7BK
- Jackson Warrior
- Washburn RR

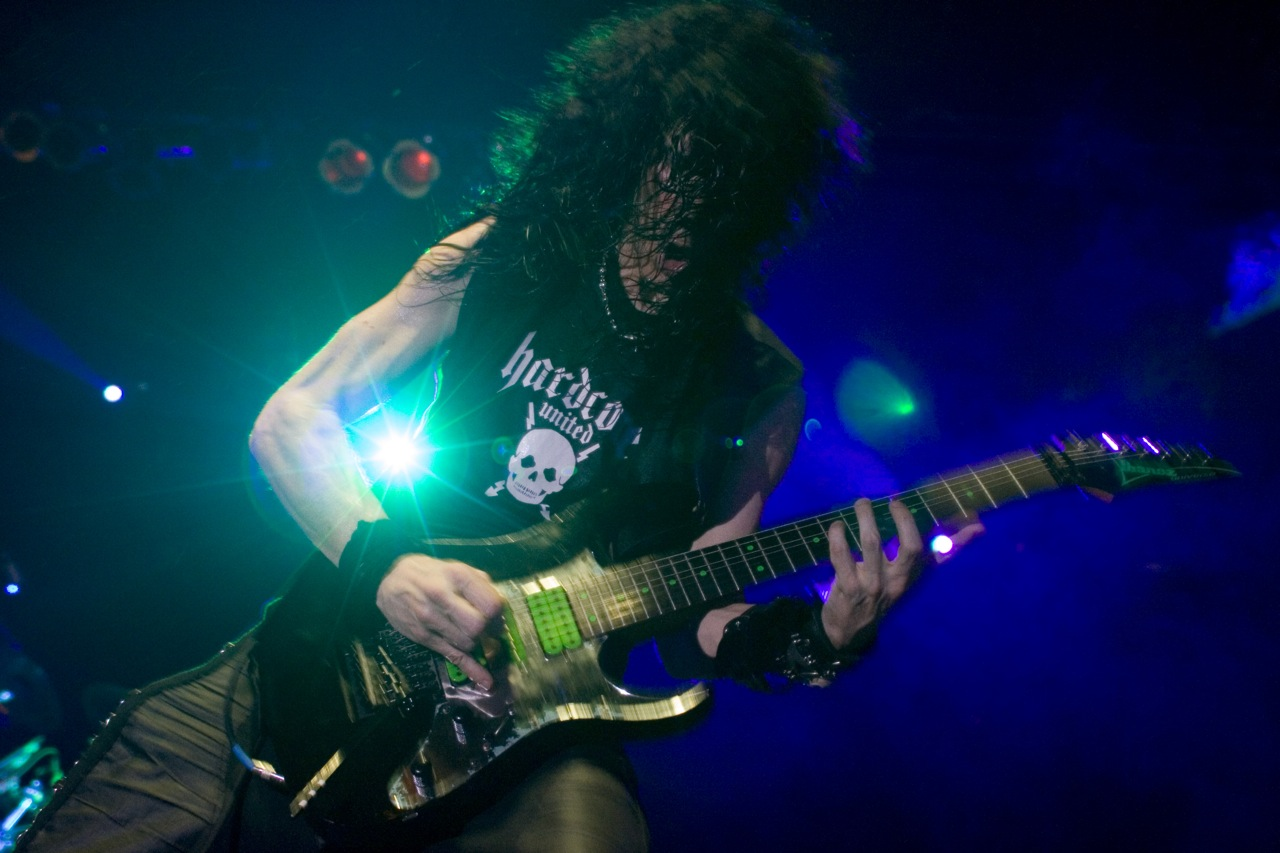
Trey Azagthoth en 2009 jouant sur une Ibanez UV7BK

Pour l'amplification Azagthoth utilise des têtes d'amplificateurs Marshall tels que le JCM 800 et 900 et des baffles d'extension 4 x 12" et renforce son signal de saturation avec une pédale de distorsion ProCo Rat. En outre, Azagthoth utilise un certain nombre d'unités d'effet pour ses passages solo comme un TC Electronics G Major, un Morley Bad Horsie, un phase MXR 90, un Locobox Flanger. Par le passé, Azagthoth utilisait un processeur Eventide.

## Vie privée
En dehors de la musique, Emmanuel se passionne pour l’anime, les jeux vidéo, les armes à feu, les arts martiaux, la nature, l'occultisme et la spiritualité,,. En 2003, il crée un niveau pour le jeu Doom appelé "Chambers of Dis" ("les Chambres de Dité"). Ce niveau était téléchargeable sur sa page Myspace et est disponible sur le site web de Morbid Angel.

## Discographie
Morbid Angel
- 1986 - Scream Forth Blasphemies (Maquette)
- 1986 - Bleed for the Devil (Maquette)
- 1986 - Total Hideous Death (Maquette)
- 1987 - Thy Kingdom Come (Maquette)
- 1988 - Thy Kingdom Come (Single)
- 1989 - Altars of Madness
- 1991 - Blessed are the Sick
- 1991 - Abominations of Desolation (Maquette)
- 1993 - Covenant
- 1994 - Laibach Remixes (EP)
- 1995 - Domination
- 1996 - Entangled in Chaos (Album live)
- 1998 - Formulas Fatal to the Flesh
- 2000 - Gateways to Annihilation
- 2003 - Heretic
- 2011 - Nevermore (Single)
- 2011 - Illud Divinum Insanus
- 2015 - Juvenilia (Album live)
- 2017 - Kingdoms Disdained